# Danse des heures (court métrage)
Pour les articles homonymes, voir Danse des heures.
Pour plus de détails, voir Fiche technique et Distribution.
La Danse des heures est un court métrage d'animation américain réalisé par Walt Disney Productions comme une séquence de Fantasia (1940) basée sur la Danse des heures, ballet tiré de l'opéra La Gioconda d'Amilcare Ponchielli.
Le ballet est ici dansé par des hippopotames, des éléphants, des autruches et des alligators qui rivalisent de grâce et de virtuosité mais qui finissent dans un joyeux fracas.

## Synopsis

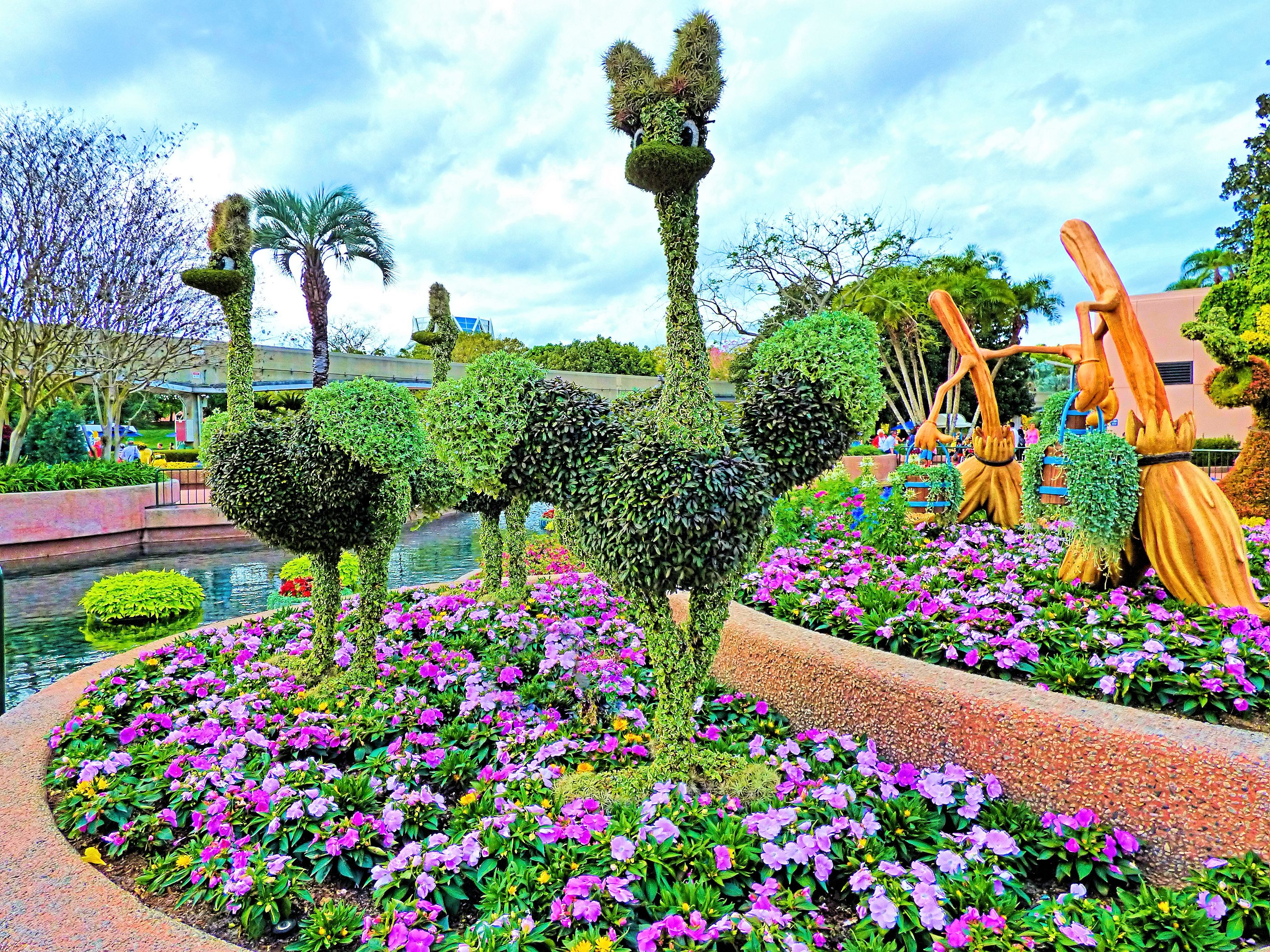
Arbustes taillés en autruches du film, au Festival international des fleurs et jardins à Epcot de 2015.

Des portes s'ouvrent et des rideaux se lèvent laissant apparaître une autruche assoupie habillée en danseuse d'opéra avec des ballerines roses. Elle s'éveille et réveille d'autres danseuses, en ballerines bleues, qui après quelques pas se regroupent au pied d'un escalier pour entamer leur danse. Les danseuses passent en revue les pas et figures habituels d'un ballet tout en mangeant les fruits d'une corne d'abondance. Poursuivant et voulant manger le raisin de la première danseuse, elles sortent dans une cour entourée par une colonnade avec en son centre un bassin.
Elles y font tomber la grappe ce qui réveille une hippopotame qui les fait fuir. Cette dernière sort de l'eau et mange les fruits. D'autres hippopotames se précipitent alors de derrière les colonnes pour lui apporter son tutu et ses accessoires de beauté avant d'entamer elles aussi une danse. Fatiguée la première hippopotame est alors installée sur une chaise longue.
Deux éléphantes arrivent alors suivies par d'autres. Elles mettent leurs trompes dans le bassins et font alors des bulles en dehors de l'eau, aspirée par l'hippopotame dans un bâillement. Les pachydermes dansent à leurs tour, gênées par d'autres bulles. Plusieurs éléphants font une colonne de bulles qui élève la chaise de l'hippopotame dans les airs mais un courant d'air emportent les éléphants tandis que la chaise se pose délicatement sur le sol.
Dans l'ombre des crocodiles cachés dans leurs capes descendent d'un escalier puis des colonnes s'approchant dangereusement de la première hippopotame. L'un d'eux, tel un premier danseur, enlève sa cape et tente de séduire la belle endormie qui s'enfuit une fois éveillée. Elle revient en courant vers le crocodile et tente un porté mais ce dernier se recouvre écrasé. Ils dansent alors à deux jouant à cache-cache mais la fuite de la danseuse est bloquée par les autres crocodiles.
Les crocodiles mettent en fuite les autres hippopotames, éléphants et autruches tout en dansant mais le décor subit les attaques des lourdes hippopotames et pachydermes jusqu'à ce que les deux portes se ferment de travers.

## Fiche technique
- Titre original : Dance of the Hours
- Titre français : Danse des heures
- Réalisation et Scénario : Norman Ferguson et T. Hee
- Conception graphique :
  - Direction artistique : Kendall O'Connor, Harold Doughty et Ernest Nordli
  - Conception des personnages : Martin Provensen, James Bodrero, Duke Russell et Earl Hurd
- Animation :
  - Supervision de l'animation : Norman Ferguson
  - Animateurs : John Lounsbery, Howard Swift, Preston Blair, Hugh Fraser, Harvey Toombs, Norman Tate, Hicks Lokey, Art Elliott, Grant Simmons, Ray Patterson et Franklin Grundeen
- Décors : Albert Dempster et Charles Conner
- Producteur : Walt Disney
- Production : Walt Disney Pictures
- Distributeur : Buena Vista Pictures
- Format d'image : Couleur (Technicolor)
- Son : Mono
- Langue : (en)
- Pays de production :  États-Unis
- Dates de sortie :
  - États-Unis : 13 novembre 1940
  - France : 1er novembre 1946

## Commentaires
Pour Grant, la Danse des heures, tirée de l'opéra La Gioconda d'Amilcare Ponchielli, est un ballet mais « aussi un amusement que les équipes de Disney ont traité avec légèreté comme une blague », « l'intégralité de la séquence est une parodie affectueuse des prétentions du ballet classique ». Lambert déclare que « c'est la partie la plus drôle de Fantasia ». Malgré son côté comique, la séquence a aussi reçu l'attention et la qualité des artistes de Disney. Les personnages ont été créés par l'animateur Joe Grant.
Pour Lella Smith, cette section a été influencée par les œuvres de l'allemand Heinrich Kley, qui fascinaient Walt Disney,. Kley fait partie des illustrateurs européens qui à partir du milieu du XIXe siècle ont, d'après Robin Allan, « eu fortement recours à l'anthropomorphisme pour attribuer aux animaux des caractères humains alors que dans sa vie quotidienne l'homme s'éloignait des animaux » tel Honoré Daumier (1808-1879), Ernest Griset (1843-1907), Grandville (1803-1847), John Tenniel (1829-1914), Edward Lear (1812-1888), Ladislas Starevitch (1882-1965) ou Beatrix Potter (1866-1943).
Disney a demandé à des membres des ballets russes, notamment Roman Jasinski, Tatiana Riabouchinska et Irina Baranova, de servir de modèles pour les personnages; même si ce sont ici des hippopotames, des éléphants, des autruches et des crocodiles. Riabouchinska a servi de modèle pour l'hippopotame Hyacytnh, première hippopotame. Grant précise que toutes les autruches sont modelées d'après Irina Baranova et qu'elles se différencient de la première autruche seulement par les vêtements bleus et non rose. Les hippopotames sont elle modelées d'après Tatiana Riabouchinska sauf pour les prises de vue réelles filmant Marjorie Babbitt, la danseuse ayant servi de modèle pour la gestuelle de Blanche-Neige et alors mariée à Art Babbitt. Roman Jasinski a été utilisé comme modèle pour les éléphants. De plus l'artiste hongrois Jules Engel avait été engagé comme consultant pour les chorégraphies, il réalisa les photographies et des esquisses des danseurs pour Casse-Noisette et la Danse des heures.
Les personnages principaux ont été nommés, La première autruche s'appelle Mlle Upanova, la première hippopotame Hyacynth Hippo, la première éléphante Elephanchine et le premier crocodile Ben Ali Gator. Ce dernier est l'œuvre de John Lounsbery.